# میزوهو ساکاگوچی
میزوهو ساکاگوچی (ژاپنی: 阪口 夢穂؛ زادهٔ ۱۵ اکتبر ۱۹۸۷) بازیکن فوتبال اهل ژاپن است که در تیم ملی فوتبال زنان ژاپن بازی کرده‌است.